# غونزالو كاميلي
غونزالو كاميلي (بالإسبانية: Gonzalo Camilli)‏ هو لاعب كرة قدم أوروغواياني في مركز الهجوم، ولد في 4 يونيو 1974 في مونتيفيديو في الأوروغواي. لعب مع نادي أكويلا.